# Orkiestra Zakładowa Huty Miedzi „Głogów”

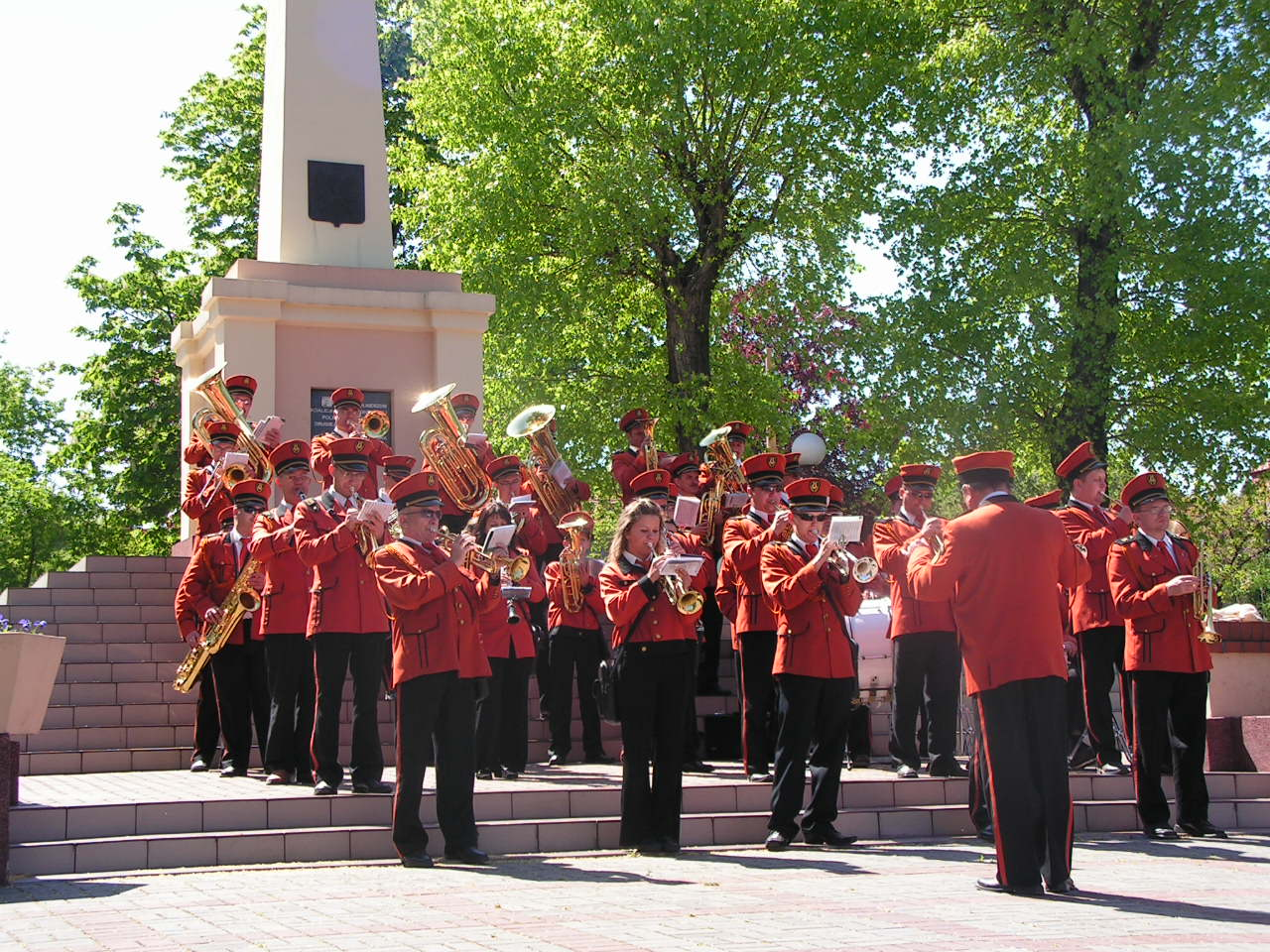
Orkiestra Zakładowa Huty Miedzi "Głogów"

Orkiestra Zakładowa Huty Miedzi „Głogów” powstała w 1969 roku przy „Hucie Miedzi Głogów w Budowie”. 
Pierwszym Kapelmistrzem był Marian Żydek, a jego zastępcą Jan Pietruszka. Po jego rezygnacji w 1983 roku kierowanie orkiestrą przejął Władysław Król, zastępcą został Bogdan Orzechowski. W latach 1989–2015 kapelmistrzem orkiestry był Kazimierz Walendzik, następnie w latach 2016–2018 – Zbigniew Szabatowski, a II kapelmistrzem-tamburmajorem był Bartłomiej Nienartowicz. Od 8 czerwca 2019 roku kapelmistrzem-dyrygentem jest Bartłomiej Nienartowicz.
Pierwszy publiczny występ orkiestry miał miejsce w 1970 roku w Powiatowym Domu Kultury w Głogowie.
Przez 36 lat próby odbywały się w salach i pomieszczeniach różnych głogowskich instytucji. Dopiero w 2005 roku orkiestra uzyskała siedzibę na okres 10 lat, w budynku Zespołu Szkół Ogólnokształcących w Głogowie. Od 2015 roku orkiestra dostała nową siedzibę, która mieści się w budynku Zespołu Szkół im. Jana Wyżykowskiego w Głogowie przy ul. Wita Stwosza 2. 
W skład orkiestry wchodzą muzycy amatorzy pracujący w Hucie Miedzi „Głogów”, w innych zakładach pracy miasta Głogowa i okolic, uczniowie szkół podstawowych i średnich oraz studenci. Przez ponad 55 lat działalności artystycznej w orkiestrze grało ponad 400 muzyków. W chwili obecnej orkiestra liczy 42 etatowych muzyków, a pracą zespołu koordynuje Kapelmistrz Bartłomiej Nienartowicz.
Od 2005 roku wraz z orkiestrą występuje grupa mażoretek, z którymi początkowo pracowała Barbara Mareńczuk-Piechocka, a obecnie z dziewczętami pracuje Renata Chrzan. Układy choreograficzne w wykonaniu dziewcząt wzbogacają występy orkiestry.

## Występy
Orkiestra występuje podczas wielu miejskich i państwowych uroczystości. Występuje średnio 50 razy w roku, stanowiąc oprawę muzyczną uroczystości zakładowych, miejskich, państwowych i kościelnych. Bierze udział m.in. w Międzynarodowych Głogowskich Spotkaniach Jazzowych, obchodach Dni Głogowa i Dni Hutnika oraz daje koncerty podczas finałów Wielkiej Orkiestry Świątecznej Pomocy. 
W kalendarz wydarzeń kulturalnych miasta wpisały się już na stałe, odbywające się corocznie od 2000 roku Koncerty Karnawałowe oraz Majowe Koncerty Hutnicze. 
Orkiestra wielokrotnie wyjeżdżała i wyjeżdża za granicę, dając koncerty w Niemczech (m.in. w miastach partnerskich Głogowa Eisenhüttenstadt, Riesa), Danii, Holandii oraz w Czechach. Orkiestra nagrała pięć płyt – m.in. z okazji 35-lecia Huty Miedzi „Głogów”, a najnowsza z okazji 45-lecia pracy artystycznej Orkiestry Zakładowej Huty Miedzi „Głogów” oraz 45-lecia zakładu macierzystego; płytę wydano w roku 2016. 

## Konkursy, festiwale
W swoim bogatym repertuarze posiada utwory marszowe, koncertowe oraz rozrywkowe, kompozytorów polskich i zagranicznych. Brała udział w licznych konkursach, przeglądach i festiwalach w kraju i za granicą, zdobywając wiele nagród i wyróżnień, m.in. 
- I miejsce w Okręgowym Przeglądzie Orkiestr Dętych we Wrocławiu (1976)
- czołowe lokaty w Przeglądach Orkiestr Dętych w Jaworze (1984–1987)
- I miejsca w Wojewódzkich Przeglądach Orkiestr Dętych w Legnicy (1984–1992, 1994, 1995, 1998 – nagroda Wojewody Legnickiego)
- wyróżnienie na IV Ogólnopolskim Przeglądzie Orkiestr Dętych w Poznaniu (1993)
- główna nagroda w Konkursie Orkiestr Dętych w Swarzędzu (1995)
- I miejsce w Konkursie Okręgowym Orkiestr Dętych we Wrocławiu (1995)
- wyróżnienie na Ogólnopolskim Finale Orkiestr Dętych w Poznaniu (1996)
- I miejsce w Wojewódzkim Przeglądzie Orkiestr Dętych w Legnicy – nagroda Ministra Kultury i Sztuki (1997)
- III miejsca w Konkursie Orkiestr Dętych w Danii (1999, 2001)
- nagroda Marszałka Województwa Dolnośląskiego na Dolnośląskim Konkursie Orkiestr Dętych w Legnicy (2003)
- puchar Ministra Obrony Narodowej na Konkursie Orkiestr Dętych w Jaworze w ramach Międzynarodowych Targów Chleba (2003–2005)
- puchar na Międzynarodowym Festiwalu Muzyki i Folkloru w Czechach – Zlin (2004)
- Srebrny Róg na Międzynarodowych Dniach Muzyki i Folkloru w Lesznie (2004)
- czołowe miejsca w konkursie Orkiestr Dętych w Legnicy (2004, 2005)
- puchar na Międzynarodowym Festiwalu Muzyki i Folkloru w Czechach – Česká Kamenice – Uście n. Łabą (2006)

## Nagrody
Orkiestra od początku spełnia rolę kulturotwórczą, popularyzatorską, wychowawczą i artystyczną w środowisku. Za swoją muzyczną działalność orkiestra została odznaczona m.in.:
- odznaką honorową „Zasłużony dla KGHM Polska Miedź S.A.”,
- odznaką XXV-lecia Huty Miedzi „Głogów”,
- medalem Za Zasługi dla Miasta Głogowa i Województwa Legnickiego,
- odznakami: srebrną, złotą i honorową Polskiego Związku Chórów i Orkiestr,
- srebrnym krzyżem PCK.